# 비즈니스 제트기

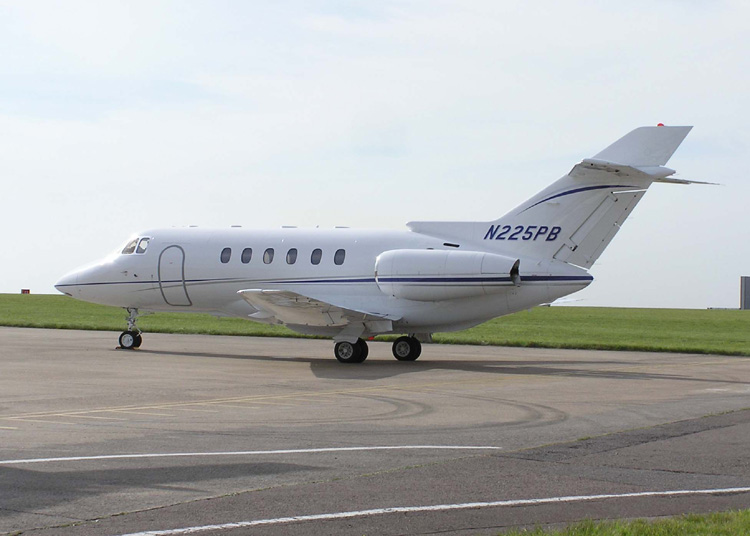
호커 800 비즈니스 제트기 (예전 이름은 DH125, HS125, 브리티시 에어로스페이스 125였다.)

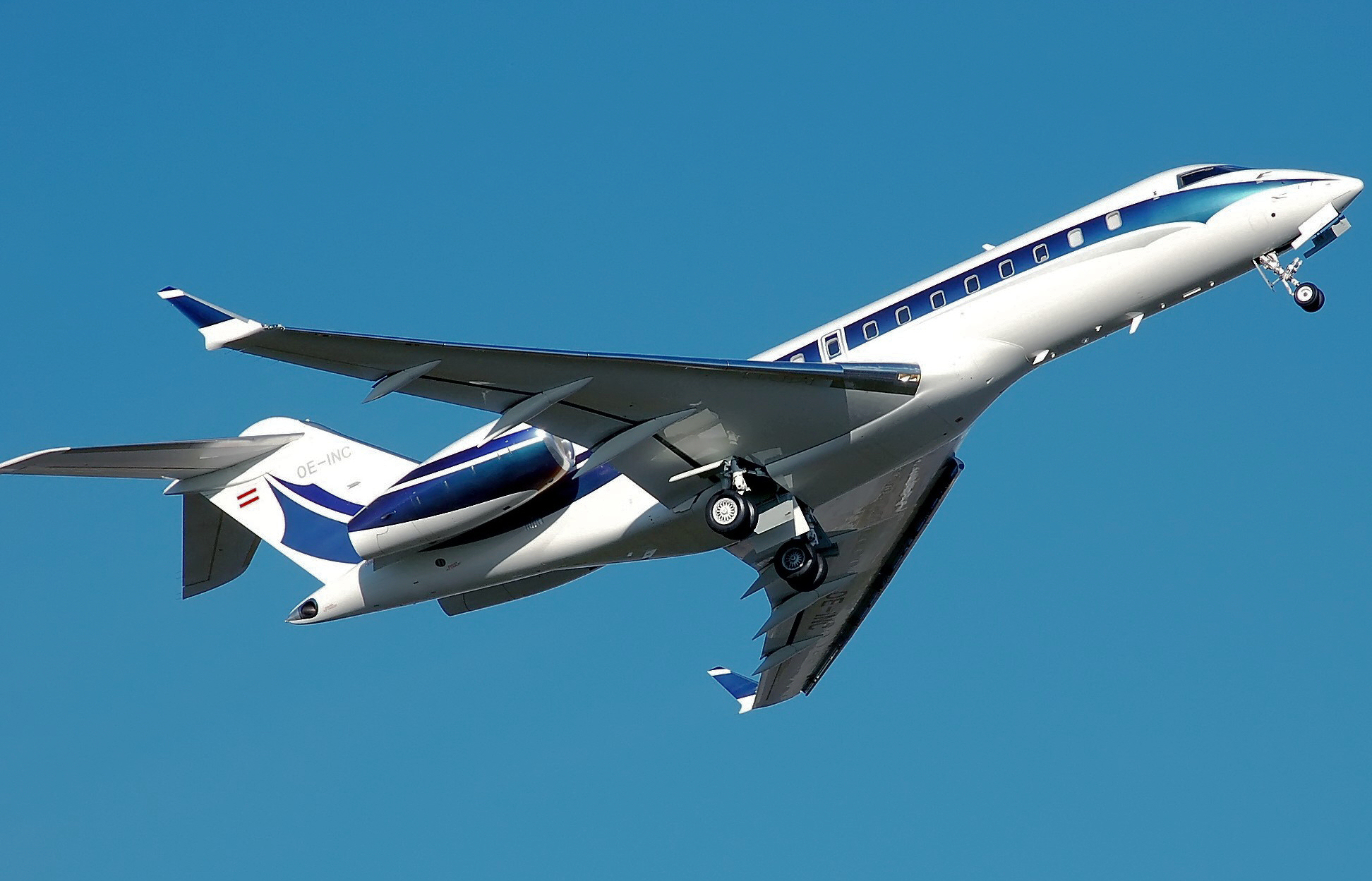
봄바디어 글로벌 5000 비즈니스 제트기가 이륙하고 있다.

비즈니스 제트기(Business jet)는 소그룹의 비즈니스인들을 운송하기 위한목적으로 사용되는 비교적 소형의 제트 여객기를 말한다. 다른 말로 개인용 제트(private jet), 비즈젯(bizjet)이라고도 한다. 비즈니스 제트기는 이외에도 부상자의 후송이나 급한 화물 운송에도 쓰일 수 있다. 또한 정부나 군대에서 사용될 수 있다. 이러한 종류의 항공기를 제조/판매/구매/임대하는 곳에서는 이 항공기를 또한 코포레이트 젯(corporate jet), 익스큐티브 젯(executive jet), VIP 트랜스포트(VIP transport) 등의 다양한 이름으로 부르기도 한다. 이탈리아에서는 에어로택시(Aerotaxi)라고도 부른다.

## 배경
오늘날 거의 대부분의 비즈니스 제트기에는 2개 내지 3개의 엔진이 달린다. 이것은 걸프스트림이나 게이츠 리어젯(이제 봄바디어 사가 제조한다.)도 마찬가지이다. 하지만 초창기 비즈니스 제트기였던 록히드 제트스타는 엔진이 네 개였다.
엔진 설계에 있어서 엔진의 신뢰성이 증가하고 엔진당 출력이 증가함에 따라 4개의 엔진을 장착할필요가 없어진 것이었다. 다소 에비에이션만이 다소 팰콘 라인 업에서 3개 엔진 장착 모델을 생산하고 있다. "초경량 제트기", 다시 말해 "개인용 제트기"라고 불리는 분류가 새로이 시장을 창출하고 있는데, 여기서는 단발 엔진 항공기 설계가 막 도입되고 있다. (최소한 미디어 보도가 되고 있다.)
보잉 737 같은 여객기가 때때로 호화스런 비즈니스 제트기로 개조되기도 한다. 이렇게 개조된 여객기는 전 세계 장기 투어를 떠나는 연예인들이 사용하거나 기자단, 혹은 스포츠 팀이 사용하기도 한다. 하지만 이런 여객기는 운영에 있어서 공항 활주로 길이에 제약을 받거나 지역 소음 제한에 제약을 받기도 한다.
현재 개발은 저가격기(low end of market) 및 소형 모델에 집중되고 있다. 이들은 지금 나와 있는 비즈니스 제트기보다 훨씬 싸다. 이들은 대개 "초경량 제트기"(Very Light Jet)으로 분류된다. 세스나는 무스탕 모델을 개발했는데, 6명만 타는 (승무원 2명, 승객 4명) 제트기이다. 가격은 255만 미국 달러이다. 몇몇 제조사들은 더 저렴한 비즈니스 제트기를 제조할 계획이다; 그 중 첫 번째는 이클립스 500이다. 약 150만 미국 달러에 팔리고 있다.
현재 전 세계적으로 약 1만 1000여 대의 비즈니스 제트기가 운항되고 있다. 대부분은 미국 기업들이 소유하고 있다. 그 다음으로는 유럽 시장이 크다. 아시아 및 중앙 아메리카 시장도 성장하고 있다. 중고 시장도 활성화되어 있는데, 이는 비즈니스 제트기가 보통 제조 주문 후 2~3년 후에 배달되기 때문에, 즉시 비즈니스 제트기를 받아보려면 중고 시장을 이용해야 하기 때문이다.
1996년 이래로 "프랙셔널 제트기"라는 용어가 쓰이고 있다. 회사 여러 개가 비즈니스 제트기 한 대를 공동 소유하는 것을 일컫는 말이다. 항공기 승무원 운용 비용 등, 비용 오버헤드를 줄일 수 있으며, 격납고, 정비 등에 들어가는 비용을 회사 여러 곳이 나눠 낼 수 있다.

## 등급
비즈니스 제트기 제조 산업은 제트기를 크기별로 느슨하게나마 다섯 등급(class)으로 나누고 있다. 영어로 "Heavy", "Super Mid-size", "Mid-size", "Light", "Very Light"의 5등급이다.

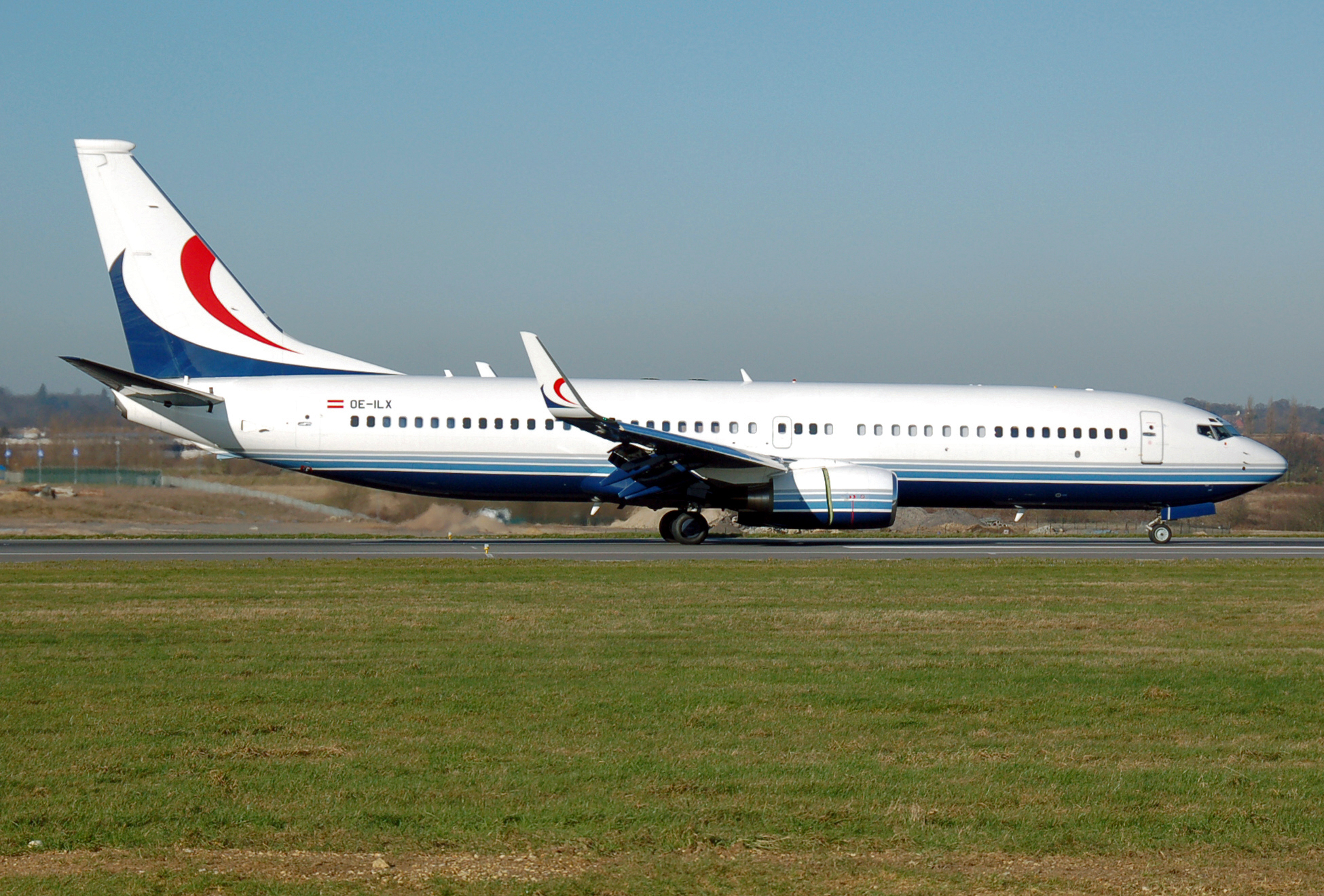
개인용 보잉 737-800이 잉글랜드 런던 루톤 공항에 착륙하고 있다.

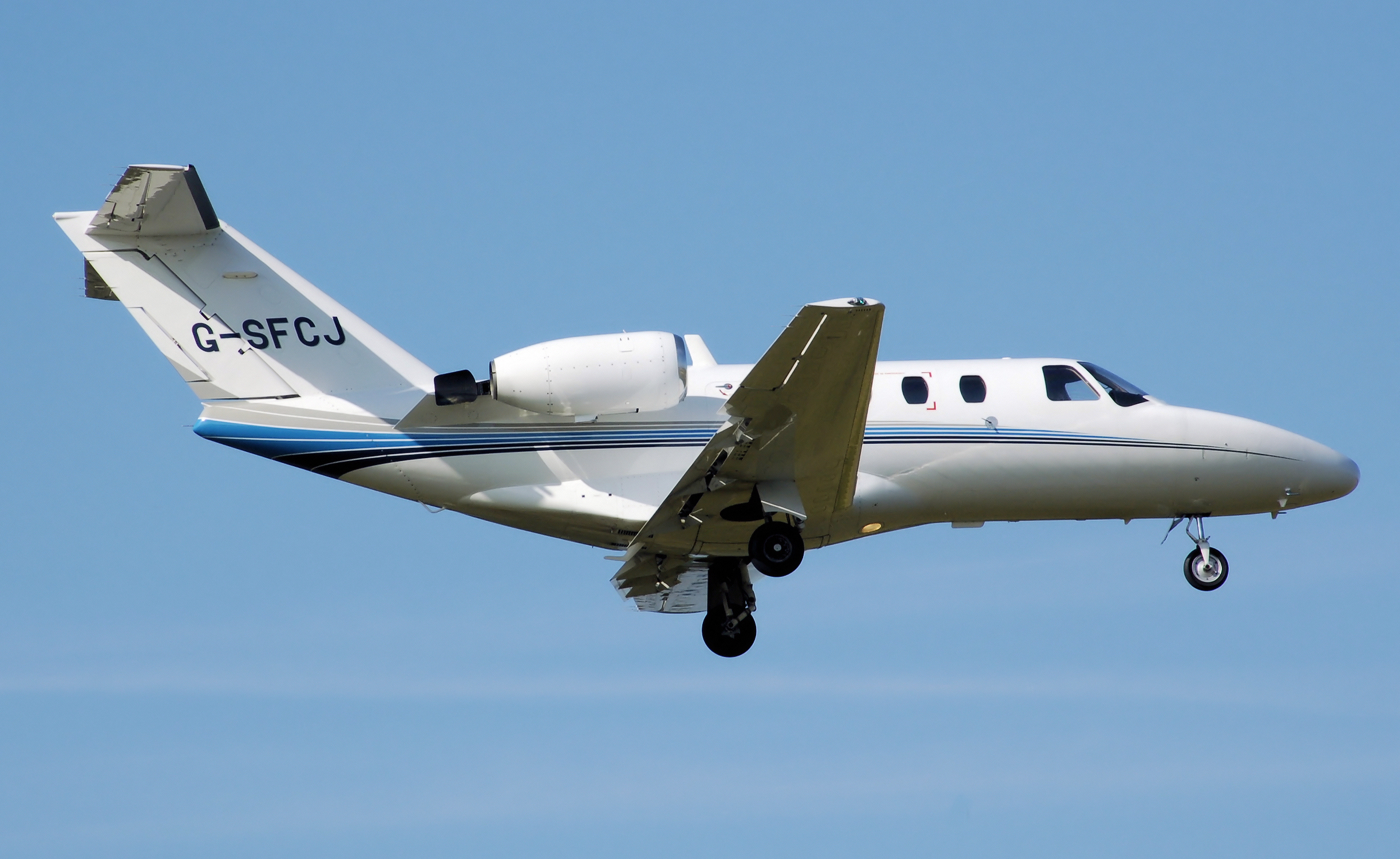
세스나 시테이션 CJ1.

## 비즈니스 제트기의 목록
에어버스
- 에어버스 A319CJ

보잉
- 보잉 비즈니스 제트

봄바디어
- 봄바디어 챌린저
- 봄바디어 챌린저 605
- 봄바디어 글로벌 5000
- 봄바디어 글로벌 익스프레스

봄바디어 리어젯
- 리어젯 23
- 리어젯 24
- 리어젯 25
- 리어젯 28
- 리어젯 29
- 리어젯 31
- 리어젯 35
- 리어젯 36
- 리어젯 40
- 리어젯 45
- 리어젯 55
- 리어젯 60

브리티시 에어로스페이스 (호커 시들리)
- 브리티시 에어로스페이스 BAe 125

세스나
- 세스나 500 시테이션 I
- 세스나 501 시테이션 ISP
- 세스나 510 시테이션 무스탕
- 세스나 525 CJ1
- 세스나 525A CJ2
- 세스나 525B CJ3
- 세스나 550 시테이션 II
- 세스나 550 시테이션 브라보
- 세스나 551 시테이션 IISP
- 세스나 S550 시테이션 SII
- 세스나 560 시테이션 V, 시테이션 울트라, 시테이션 앙코르, 시테이션 앙코르+
- 세스나 시테이션 560XL Excel, XLS, XLS+
- 세스나 620
- 세스나 650 시테이션 III, 시테이션 VI, 시테이션 VII
- 세스나 680 시테이션 소버린
- 세스나 750 시테이션 X

다소
- 팰콘 10 및100
- 팰콘 20 및 200
- 팰콘 30
- 팰콘 50
- 팰콘 900
- 팰콘 2000
- 팰콘 7X

이클립스 에비에이션
- 이클립스 500

엠브라에르
- 엠브래어 레거시 600 및 엠브래어 리니지 1000

제너럴 다이내믹스(걸프스트림 에어로스페이스)
- 걸프스트림 II
- 걸프스트림 III
- 걸프스트림 IV
- 걸프스트림 V
- 걸프스트림 G100
- 걸프스트림 G150
- 걸프스트림 G200
- 걸프스트림 G350/G450
- 걸프스트림 G500/G550
- 걸프스트림 G500/G550
- 걸프스트림 G450
- 걸프스트림 G650

호커 비치크래프트
- 비치크래프트 프리미어 I
- 비치제트 400
- 호커 800
- 호커 4000

햄버거 플러그주바우
- HFB-320 한자 제트

이스라엘 항공 산업 - IAI
- IAI 아스트라
- IAI 웨스트윈드
- IAI 갤럭시

록히드 마틴
- 록히드 제트스타

노스 아메리칸 - 지금 이름은 락웰
- 노스 아메리칸 사브르라이너

## 같이 보기
- 제트 여객기
- 경비행기
- 초경량 제트기